# Buspiron
Buspiron ist ein Arzneistoff, der angstlösend wirkt. Sein Vorteil gegenüber den Benzodiazepinen liegt vor allem darin, dass er, nach derzeitigem Stand der Forschung, nicht abhängig macht. Es wirkt auch nicht sedierend. Die Wirkung tritt, anders als bei Benzodiazepinen, nicht unmittelbar nach der Einnahme, sondern erst nach einigen Wochen (zwei und mehr) regelmäßiger Einnahme ein.
Buspiron besitzt keine Affinität zu GABA-Rezeptoren. Vermutlich wirkt es als partieller Agonist an 5-HT1A-Rezeptoren und als Antagonist an D2-Rezeptoren. Der Wirkstoff wurde 1971 von Bristol Myers und 1973 von Mead Johnson patentiert. Es sind auch Generika im Handel. Verwendet wird er als Hydrochlorid.
Buspiron wurde 1986 für die Indikation Generalisierte Angststörung erstmals zugelassen.

## Nebenwirkungen
Sehr häufige Nebenwirkungen (< 1:10) sind Schwindelgefühl, Müdigkeit, Übelkeit und Kopfschmerzen. Häufig (< 1:100) kommt es unter anderem auch zu Tachykardien, Nervosität, Schlaflosigkeit, Parästhesien, Diarrhöe, Akkommodationsstörungen, depressiven Missempfindungen, Alpträumen, Verwirrtheit und verschwommenem Sehen.

## Wechselwirkungen
Buspiron wird über das Cytochrom P450 3A4 metabolisiert. Dies hat zur Folge, dass der Plasmaspiegel von Buspiron durch Induktoren dieses Enzyms (z. B. Carbamazepin) erniedrigt bzw. durch Inhibitoren (z. B. Grapefruitsaft, Cimetidin) erhöht wird.
Im Zusammenhang mit stark serotonerg wirkenden Medikamenten (SSRI, Clomipramin, Echtes Johanniskraut) kann es vereinzelt zum Serotonin-Syndrom kommen.

## Handelsnamen
Monopräparate

Anxut (D), Busp (D), Bespar (D)